# Sivert Heltne Nilsen
Sivert Heltne Nilsen, né le 2 octobre 1991 à Bergen en Norvège, est un footballeur norvégien qui évolue au poste de milieu défensif à l'Aberdeen FC.

## Biographie

### Débuts professionnels
Né à Bergen en Norvège, Sivert Heltne Nilsen grandit à Volda et commence le football avec le club local du Volda TI, où il côtoie notamment Ørjan Nyland. Il poursuit sa formation au IL Hødd, tout comme Nyland, et y fait ses débuts en professionnel, en troisième division norvégienne.
Lors de la saison 2010 il participe à la promotion du club en deuxième division norvégienne. Il découvre ainsi le deuxième échelon du football norvégien, jouant son premier match dans cette compétition le 3 avril 2011, face au FK Bodø/Glimt, lors de la première journée de la saison 2011. Il est titularisé et son équipe s'impose (3-0 score final). Il contribue à faire du IL Hødd une équipe redoutable de cette division.
En janvier 2014, Sivert Heltne Nilsen rejoint le Vålerenga Fotball librement, étant en fin de contrat à IL Hødd, et le transfert est annoncé dès le 30 juillet 2013.
Le 20 juillet 2015, il rejoint le SK Brann. Il signe un contrat de trois ans avec le club où il retrouve son père, Lars Arne Nilsen (en), en tant qu'entraîneur.
Le 30 juillet 2018, alors qu'il est un joueur majeur du SK Brann, Nilsen prend la direction du Danemark afin de s'engager en faveur de l'AC Horsens, club avec lequel il signe un contrat de cinq ans.
Le 14 août 2019, un an seulement après avoir signé pour Horsens, il quitte déjà le club pour rejoindre la Suède et l'IF Elfsborg. Il signe un contrat courant jusqu'en décembre 2023,.

### Waasland-Beveren
Le 30 janvier 2021, Sivert Heltne Nilsen rejoint la Belgique afin de s'engager avec le Waasland-Beveren. Il vient renforcer le milieu de terrain d'une équipe qui lutte pour son maintien.

### Retour à Brann
Le 6 août 2021, Sivert Heltne Nilsen fait son retour au SK Brann, club avec lequel il signe un contrat courant jusqu'en juin 2025.

### Aberdeen FC
Le 11 juillet 2024, Sivert Heltne Nilsen rejoint le club écossais de l'Aberdeen FC avec lequel il signe un contrat de trois ans, soit jusqu'en juin 2027. Il y retrouve Jimmy Thelin, qui était déjà son entraîneur lors de son passage à l'IF Elfsborg.

## Vie privée
Sivert Heltne Nilsen est le fils de Lars Arne Nilsen (en), ancien footballeur professionnel devenu entraîneur, qui l'a notamment coaché au IL Hødd puis au SK Brann.